# نسرين محمدي
نسرين محمدي (1937-1990) فنانة هندية معروفة برسوماتها القائمة على الخط واليوم تعتبر إحدى الفنانات المعاصرات الأكثر أهمية في الهند. على الرغم من كونها غير معروفة نسبيا خارج موطنها الهند خلال حياتها فإن أعمال نسرين حصلت على إشادة من نقاد عالميين وشعبية على مدى العقد الماضي. عرضت أعمالها في متحف الفن الحديث في نيويورك ومتحف كيران نادر للفنون في نيودلهي ودوكومنتا في كاسل بألمانيا وفي معرض تالوار نظمت أول معرض فردي لأعمالها خارج الهند في عام 2003 والتي عرضت فيه أعمالها لأكثر من عقد من الزمن في نيويورك ونيودلهي. اليوم تعتبر نسرين إحدى الشخصيات الرئيسية في فن القرن العشرين.

## النشأة والسيرة
ولدت في عام 1937 في كراتشي بالهند في ما أصبح غرب باكستان بعد نحو عشر سنوات من ولادتها حيث عاشت نسرين من سنواتها الأولى حياة عالمية. انتقلت عائلتها إلى مدينة مومباي في عام 1944 وفي وقت لاحق درست نسرين في مدرسة القديس مارتن للفنون في لندن من 1954 إلى 1957. بعد أن عاشت لفترة وجيزة مع عائلتها في البحرين فقد درست نسرين بمنحة دراسية في باريس من 1961 إلى 1963 وعندما عادت إلى الهند التحقت بمعهد بولا باي للفنون في مدينة مومباي حيث التقت فنانين آخرين يعملون في ذلك الوقت بما في ذلك فاسوديو س. غايتوندي ومقبول فدا حسين وطيب ميهتا. استقرت في بارودا في عام 1972 حيث درست الفنون الجميلة في جامعة ماجاراجا ساياجيراو وواصلت التدريس حتى وفاتها في عام 1990. سافرت إلى الخارج على نطاق واسع وقصت أوقات في الكويت والبحرين واليابان والولايات المتحدة وتركيا وإيران على مدى حياتها حيث كان السفر مصدرا أساسيا للإلهام لنسرين في تصويرها والاحتفاظ باليوميات طوال حياتها. ليس فقط أنها تتأثرت بالصحاري والعمارة الإسلامية وعلم الجمال فإنها تعرضت خلال أسفارها كما يلاحظ سوسيت مين: «كانت نسرين بعمق وبشكل مكثف على علم كما هو مبين في صورها وإدخالات دفتر اليوميات لها النفس وجسدها يتحرك في الوقت المناسب». خلال العقد الأخير من حياتها تدهورت الوظائف الحركية لنسرين تدريجيا بينما كانت تتحدى اضطراب عصبي نادر مشابه لمرض باركنسون ولكنها كانت قادرة على الاحتفاظ بالسيطرة على رسمها من جهة وإلى الاستمرار في العمل الدقيق حتى وفاتها في سن 53.

## التأثير
غالبا ما ترتبط نسرين بأغنيس مارتن اللذان أقاما معرض مشترك في دوكومنتا عام 2007 في كاسل بألمانيا. على الرغم من أن ما يميز أعمال نسرين هو الاستخدام المتكرر للشبكات وفإن الخطوط لا تتواجد في أعمال مارتن ومع ذلك فإن نسرين نفسها لم تكن على علم بالفنان الأميركي ولوحاته حتى وقت متأخر في حياتها.
من المعروف أن نسرين تعرف وتتواصل مع العديد من كبار الفنانين في الهند في عقدي 1960 و1970 مثل فاسوديو س. غايتوندي الفنان التجريدي الهندي العظيم في القرن العشرين وكذلك طيب ميهتا وهو رسام شهير وجزء من مجموعة فناني بومباي التقدميين حيث أصبح مستشارها في عقد 1960. وعلى الرغم من تفاعلها مع مثل هذه الشخصيات فإنها كذلك كانت مقربة من فنانين آخرين مقبول فدا حسين وبابين خاخار وغلام محمد شيخ وأربيتا سينغ. أسست نسرين أسلوبها المميز الخاص. اتجهت نحو العمل الرمزي أو التمثيلي واستمرت في السعي نحو مفردات شخصية التي من خلالها شاهدت العالم.
في مذكراتها تشير نسرين إلى كازيمير ماليفيتش وفاسيلي كاندينسكي إلى اعجابها بأعمالهما. في الواقع فإنها غالبا ما تستخدم الفن البنائي والتفوقية في الاقتراب من عملها بالتشارك مع اللغة الهندسية ومنظر طبيعي. الغنائية في أعمال نسرين والطباق إلى الدقة والدقة في التفاصيل تأثرت بالجوانب الشعرية والروحية لبول كلي وفاسيلي كاندينسكي. في عام 1970 في ما أسمتها غيتا كابور بمثابة النقطة الحرجة في حياتها المهنية فقد كتبت نسرين في مذكراتها: «مرة أخرى أنا أشعر بالاطمئنان مع كاندينسكي مع ضرورة أن أؤخذ من البيئة الخارجية وجعله ضرورة داخلية».
عند المقارنة بين نسرين ومعاصريها فإن أعمال تبدو متكررة مع الآخرين. كثيرا ما ترتبط مع التقليلية التي انتشرت في عقدي 1960 و1970 وتشبه أعمالها أعمال فنانين مثل كارل أندريه وأد راينهارت وبارنيت نيومان ومارك روثكو وريتشارد توتل وجون كيج. على الرغم من عدم الارتباط الوثيق بأعمالها رسميا إلا أن أعمال إيفا هيس تعطي مثال على أعمال نسرين وخاصة في الكاريزما والحساسية التي عرضت كمعلمة ومرشدة.
كان للسفر الكثير لنسرين تأثير كبير على اتجاه عملها. استفادت من احتكاكها بالأعمال الغربية والدراسة في أوروبا والولايات المتحدة وكذلك الافتنان بالتقاليد الشرقية أثناء سفرها في آسيا. استشهدت بالجانب العاطفي بوضوح في عملها من خلال التأثير الغنائي الصوفي في حين جمعت فيما بين الهندسة وخط الأرابيسك الذي غالبا ما يعزى إلى التصميم الإسلامي خاصة الهندسة المعمارية من إيران وتركيا وراجستان. تأثرت نسرين بزن البوذية التي اعتنقتها روحيا لا سيما في الطباق الإيقاعي للإيجابية والسلبية في المناطق الصحراوية في البحرين والكويت. من المعروف أيضا أن نسرين كانت مهتمة في النسيج حيث التقطت عددا من الصور المميزة التي تظهر نمط النسيج والخطوط المتقاطعة في شبكتها.

## الأعمال
عمل نسرين يتحدى التصنيف. نتيجة للجهد المنضبط والمستدام لصياغة المفردات الشكلية الفردية فإنها لا تزال من دون مواز. على الرغم من أنها غالبا ما تكون من الصعب تحديد زمان عملها إلا أنها غالبا ما تترك قطع بدون عنوان وبدون تاريخ حيث أن العديد من النقاد صنفوا أعمالها إلى ثلاث فترات: فترة مبكرة من الرسومات والكولاج شبه التمثيلية من عقد 1950 إلى منتصف عقد 1960 والكلاسيكية وهي فترة من الأشكال على نحو متزايد غير تمثيلية بما في ذلك توقيعها الرسومات القائمة على الشبكة والأسلوب الناضج في القلم والحبر. على الرغم من أن عملها خصوصا الرسومات الناضجة من عقد 1970 وعقد 1980 منضبط حتى التقشف فإنه يبقى إيقاعيا للغاية ويفرج عن الطاقة وحركة الظواهر الطبيعية من خلال الخط. الشبكة التي غالبا ما توفر بيئة مكانية للرسومات التي لها أقل حد من إطار التركيبات تسمح على حد تعبير ديباك تالوار بظهور الشعور داخل الهيكل.

### الصور
بدأت نسرين اعتبارا من عقد 1950 وأوائل عقد 1960 تصوير البيئة المحيطة وليس فقط خلال رحلاتها المتكررة ولكن في سياق حياتها اليومية. كانت صورها أكثر من فيلم وثائقي ولكن صور عقد 1980 على سبيل المثال تمثل القلم والحبر وغير تمثيلية. وضعت صديقتها ومؤرخة الفن غيتا كابور صور نسرين بين الوسط الفني والحقيقي مشيرة إلى أنها تخلق «قصة رمزية بين الموضوع والجسم». على الرغم من أن صورها لم تعرض خلال حياتها إلا أن أعمالها الفنية الصارمة استخدمتها فيها. الصور على الرغم من أنها لا تحضر للرسومات ولكنها لا تنتقصها في حد ذاتها وتساعدها على إلقاء الضوء على مبادئ عمل نسرين وكما يلاحظ غريغوري غاليغان فإن «نسرين تتجول بمخطوطات متعرجة واعية والذي ينير جهد على شظايا في المناظر الطبيعية مثل الأشكال المعمارية الإسلامية في الكورنيش الصاعد إلى المسجد». أقيم المعرض الأول لنسرين خارج الهند في عام 2003 في معرض تالوار في نيويورك ومنذ ذلك الحين عرضت دوليا سواء بشكل مستقل أو جنبا إلى جنب مع أعمال الآخرين.

## المعارض الفردية
- 1991: معرض جهانجير الفني، نسرين في وقت لاحق، مومباي، الهند.
- 2003: معرض تالوار، أعمال صور، نيويورك، نيويورك.
- 2005: مركز الرسم، خطوط بين خطوط، نيويورك، نيويورك.
- 2008: معرض تالوار، الشبكة، موصولة، نيويورك، نيويورك.
- 2009: متحف ميلتون كينز، نسرين محمدي، ميلتون كينز، المملكة المتحدة.
- 2013: متحف كيران نادر للفنون، نسرين محمدي: نظرة إلى اللانهاية، نيو دلهي، الهند.
- 2013: معرض تالوار، لتصبح واحدة، نيويورك، نيويورك.
- 2014: تيت، نسرين محمدي، ليفربول، المملكة المتحدة.
- 2015: متحف الملكة صوفيا المركزي الوطني للفنون، نسرين محمدي، مدريد، إسبانيا.
- 2016: متحف المتروبوليتان للفنون، نسرين محمدي @ ميت بروير، نيويورك، نيويورك.

## المنشورات
- نسرين محمدي: خطوط بين خطوط، نيويورك: مركز الرسم، 2005.
- على الخط: الرسم خلال القرن العشرين، نيويورك: متحف الفن الحديث 2008.
- الشبكة، بفصل: نسرين محمدي، نيويورك: تالوار معرض 2009.